# Toyoda Hisakichi

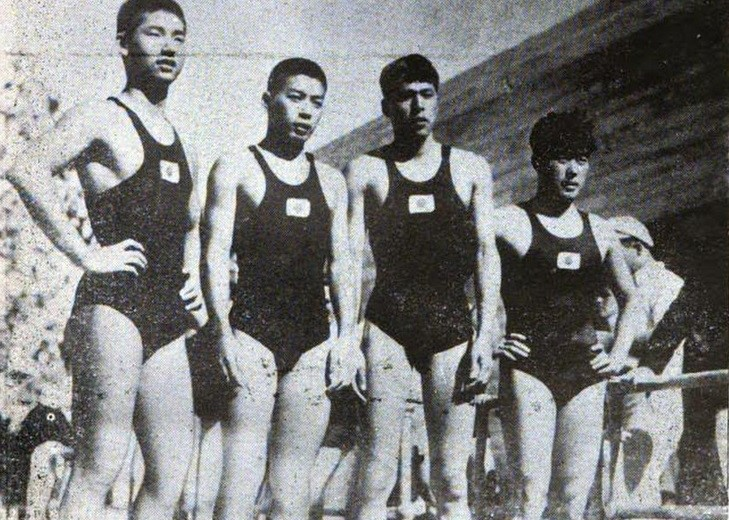
Die 800 m Staffelsieger 1932; Von rechts: Yokoyama, Toyoda, Yusa, Miyazaki

Toyoda Hisakichi (jap. 豊田 久吉; * 2. Januar 1912; † 7. Oktober 1976) war ein japanischer Schwimmer.
Zusammen mit Yusa Masanori, Miyazaki Yasuji und Yokoyama Takashi wurde er als Schlussschwimmer bei den Olympischen Spielen 1932 in Los Angeles Olympiasieger mit der 4 × 200-m-Freistilstaffel.